# Кустова (Пермский край)
Кустова — деревня в Осинском городском округе Пермского края России.

## География
Деревня расположена в южной части Осинского городского округа, на расстоянии примерно 16 километров по прямой к югу от города Оса.

## История
Известна с 1868 года как деревня Поддолгая. С 2006 по 2019 год входила в состав Крыловского сельского поселения Осинского района. После упразднения обоих муниципальных образований стала рядовым населенным пунктом Осинского городского округа.

## Население
Постоянное население составляло 12 человек (100 % русские) в 2002 году, 5 человек в 2010 году.

## Климат
Климат умеренно-континентальный с холодной продолжительной зимой и коротким сравнительно теплым летом. Для весны характерно быстрое повышение средних суточных температур воздуха, но наряду с этим в мае — начале июня бывают возвраты холодов, связанные с вторжением арктического воздуха. Нередко похолодания сопровождаются обильным выпадением снега. Первые осенние заморозки наступают во второй декаде сентября, в отдельные годы — в третьей декаде августа. Последние заморозки — в третьей декаде мая, в отдельные годы — в третьей декаде июня. Годовое количество осадков — 541 мм, за теплый период (апрель — октябрь) — 360 мм, за холодный период (ноябрь — март) — 181 мм. Продолжительность снежного покрова — 170 дней, его высота — 36-95 см. Средняя глубина промерзания почвы — 71 см.